# Férfi kettesbob az 1968. évi téli olimpiai játékokon
Az 1968. évi téli olimpiai játékokon a bob férfi kettes versenyszámát február 8-án és 11-én rendezték L’Alpe-d’Huez-ben. Az aranyérmet az olasz Eugenio Monti–Luciano De Paolis-páros nyerte. A versenyszámban nem vett részt magyar páros.

## Eredmények
A verseny négy futamból állt. A négy futam időeredményének összessége határozta meg a végső sorrendet. Az időeredmények másodpercben értendők. A futamok legjobb időeredményei vastagbetűvel olvashatóak.
| Helyezés | Csapat                                                                     | 1.             | 2.             | 3.             | 4.         | Össz.         |
| -------- | -------------------------------------------------------------------------- | -------------- | -------------- | -------------- | ---------- | ------------- |
| Arany    | Olaszország (ITA)-1 · Eugenio Monti · Luciano De Paolis                    | 1:10,13        | 1:10,72        | 1:10,64        | 1:10,05    | 4:41,54       |
| Ezüst    | NSZK (FRG)-1 · Horst Floth · Pepi Bader                                    | 1:10,76        | 1:10,43        | 1:10,20        | 1:10,15    | 4:41,54       |
| Bronz    | Románia (ROU)-1 · Ion Panțuru · Nicolae Neagoe                             | 1:10,20        | 1:11,62        | 1:11,31        | 1:11,33    | 4:44,46       |
| 4.       | Ausztria (AUT)-1 · Erwin Thaler · Reinhold Durnthaler                      | 1:11,27        | 1:11,26        | 1:10,72        | 1:11,88    | 4:45,13       |
| 5.       | Nagy-Britannia (GBR)-1 · Tony Nash · Robin Dixon                           | 1:10,57        | 1:11,60        | 1:11,77        | 1:11,22    | 4:45,16       |
| 6.       | Egyesült Államok (USA)-1 · Paul Lamey · Robert Huscher                     | 1:11,30        | 1:11,54        | 1:11,04        | 1:12,15    | 4:46,03       |
| 7.       | NSZK (FRG)-2 · Wolfgang Zimmerer · Peter Utzschneider                      | 1:12,36        | 1:11,94        | 1:10,77        | 1:11,33    | 4:46,40       |
| 8.       | Ausztria (AUT)-2 · Max Kaltenberger · Fritz Dinkhauser                     | 1:11,34        | 1:12,15        | 1:11,00        | 1:12,14    | 4:46,63       |
| 9.       | Svájc (SUI)-1 · Jean Wicki · Hans Candrian                                 | 1:10,60        | 1:11,72        | 1:12,01        | 1:12,65    | 4:46,98       |
| 10.      | Svájc (SUI)-2 · René Stadler · Max Forster                                 | 1:11,60        | 1:12,74        | 1:12,36        | 1:12,46    | 4:49,16       |
| 11.      | Egyesült Államok (USA)-2 · Howard Clifton · Michael Luce                   | 1:12,10        | 1:12,18        | 1:11,88        | 1:13,15    | 4:49,31       |
| 12.      | Olaszország (ITA)-2 · Rinaldo Ruatti · Sergio Mocellini                    | 1:11,80        | 1:12,29        | 1:13,27        | 1:12,95    | 4:50,31       |
| 13.      | Spanyolország (ESP)-2 · José María Palomo · José Manuel Pérez              | 1:11,97        | 1:12,60        | 1:14,34        | 1:12,25    | 4:51,16       |
| 14.      | Svédország (SWE)-1 · Rolf Höglund · Börje Hedblom                          | 1:12,77        | 1:13,17        | 1:12,62        | 1:12,63    | 4:51,19       |
| 15.      | Nagy-Britannia (GBR)-2 · John Blockey · Mike Freeman                       | 1:12,06        | 1:12,25        | 1:13,79        | 1:13,17    | 4:51,27       |
| 16.      | Franciaország (FRA)-1 · Bertrand Croset · Henri Sirvain                    | 1:12,36        | 1:12,79        | 1:12,35        | 1:13,78    | 4:51,28       |
| 17.      | Spanyolország (ESP)-1 · Eugenio Baturone · Maximiliano Jones               | 1:12,76        | 1:14,30        | 1:12,81        | 1:11,67    | 4:51,54       |
| 18.      | Svédország (SWE)-2 · Carl-Erik Eriksson · Eric Wennerberg                  | 1:12,75        | 1:12,69        | 1:12,84        | 1:13,41    | 4:51,69       |
| 19.      | Kanada (CAN)-1 · Purvis McDougall · Bob Storey                             | 1:13,89        | 1:12,80        | 1:13,68        | 1:13,73    | 4:54,10       |
| 20.      | Franciaország (FRA)-2 · Gérard Christaud-Pipola · Jacques Christaud-Pipola | 1:11,24        | 1:34,47        | 1:12,49        | 1:13,47    | 5:11,67       |
| –        | Románia (ROU)-2 · Romeo Nedelcu · Gheorghe Maftei                          | idő nem ismert | idő nem ismert | idő nem ismert | nem indult | nem ért célba |
| –        | Kanada (CAN)-2 · Hans Gehrig · Harry Goetschi                              | kizárták       | –              | –              | –          | kizárták      |